# Csubakka
Muszáj mindig kerülgetnem ezt a két lábon járó bundát?
Csubakka (vagy Csubi/Csuvi, egyes magyar fordításokban eredeti angol nevén Chewbacca illetve Chewie) Csillagok háborúja karakter; vuki a Kashyyykról és Han Solo másodpilótája a Millennium Falcon nevű YT-1300-ason. Attichitcuk fia, Mallatobuck férje és Lumpawaroo apja. Csubakka egy ősi vuki harcos nevét viselte, a nagy Baccáét, aki egyike volt a Kashyyyk első törzsfőinek, és az, aki elkészítette Bacca Szertartási Pengéjét ami a vukik között a vezetőé volt. Ez a név Csubakkát nemes helyre tette a családfában, ami később tovább erősödött a Kashyyyk-i ütközetben.
Csubakka egy bölcs, barátságos lény volt, hatalmas erővel, és hűséggel. Emellett nagyon jó technikusi képességekkel rendelkezett. Csubakka, ahogy a többi vuki is, képes volt megérteni a „közös nyelvet”, de nem tudta beszélni köszönhetően faja hangszálfelépítésének. Emellett beszélte a shyriiwookot, a fő vuki nyelvet, mely főleg morgásokból és vakkantásokból áll.

## Életrajz
Solo nem egy egyszerű bűnöző, különben nem lenne a társa egy vuki, sőt, egy vuki sem járkálna a környezetében. Egyébként szerintem Csubakka is egy különös személyiség.

### Korai évek (Y. e. 200-tólY. e. 19-ig)

#### Gyermekkor

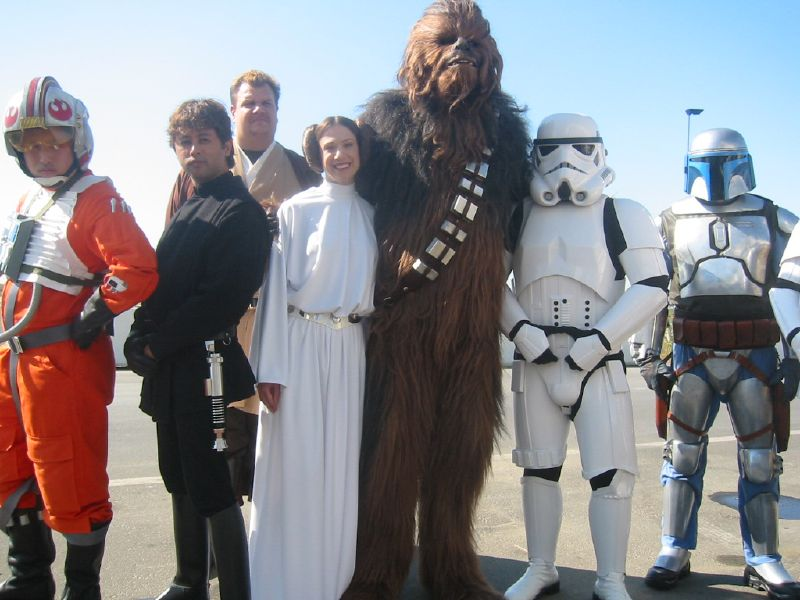
Csubakka (középen, Leia Organa és egy birodalmi rohamosztagos között)

Csubakka a Kashyyykon született cirka 200 évvel a yavini csata előtt, Attichitcuk fiaként. Fiatal éveit a Kashyyykon töltötte, de ellentétben a legtöbb vukival, akik ritkán hagyták el a bolygó fülledt erdőit, őt hajtotta a kalandvágy és a felfedezések hívogató szava. Első kalandjai a Kashyyyk veszélyes és megmérettetéseket tartogató alsóbb régióiba vezetett, az Árnyföldére. Ez már nem sokkal azelőtt történt, hogy elhagyta volna népének zöld bolygóját. Ám szíve mindig is hazahúzott, így az ünnepnapokra rendszeresen megpróbált hazatérni.
Mikor még fiatalabb volt, vagyis mielőtt elérte volna a százéves kort, híres volt arról, hogy könnyen és ügyesen navigált a vrosir fák között, és azok fölött, és persze ügyességéről is ismert volt, mely leginkább a hidrokulcsok kezelésében nyilvánult meg. Sok időt töltött barátai járművének javításával, beleértve a vukik Dryanta gépeit. Először fiatalként találkozott jövendőbeli feleségével, Mallatobuckkal, de akkor még nem tudta, mit érez iránta a fiatal vuki. Malla szégyenlős volt, és elrejtett minden jelet igaz érzelmeiről. Még akkor sem mutatta ki, mit érez, mikor Csubakka megmentette őt pár Trandoshan rabszolga-kereskedőtől. Csubakka unokatestvére, Jowdrrl Malla barátja volt, s lassan elősegítette kettejük kapcsolatát. Viszonyuk mégis megromlott, mikor egy fiatal vuki, Tojjevvuk harcolni kezdett Malla kegyeiért. Tojjevvuk beleerőszakolta egy becsületharcba Malla kezéért, kihívóként mégis végül ő vesztette el becsületét, mikor harcra használta a párbajban karmait, amit a Vuki Becsületkódex súlyos büntetéssel sújt: Csubakka az Árnyföldére száműzette Tojjevvukot, ahol pedig egy veszélyes kashyyyki lény megölte őt.[forrás?]

### Klónháborúk
Ég veled, Tarfful. Ég veled, Csubakka. Hiányozni fogtok...
Ahogy elérte a felnőttkort, Csubakka összeházasodott Mallatobuckkal, és fiuk született: Lumpawarrump. A családjával élt Rwookrrorro falujában. Csubi és apja felelősek voltak több kashyyyki falu megépítéséért is, a Naboo-i invázió idején, és mindketten részt vettek az Alaris Prime kolonizálásában, ahol összetűzésbe kerültek A Kereskedelmi Szövetséggel a hold irányításáért. Megjegyzendő, hogy ebben az időben Csubakka életében először találkozott Jedikkel: Qui-Gon Jinn-nel és Obi-Wan Kenobival, majd a Galaktikus Köztársaság oldalára álltak az Alaris Prime-i konfliktus végéig. Jinn támogatásával Csubakka belerázódott a kolónia katonai és gazdasági vezetésébe. Bármennyire is sikerült Csubakkának felépítenie a Kashyyyk közigazgatását, a Vuki családok ellenségeskedései tovább mérgezték a Kashyyyk légkörét. Tvrrdko, Tojjevvuk apja bosszút akart állni fia haláláért, és csak a megfelelő pillanatot várta. A Klónháborúk idején Csubakka belekeveredett egy újabb becsületpárbajba egy másik vuki családdal, a Hronk-klánnal. Az ellentét eredete ismeretlen, ám a háborúskodást megtörte a klónkatonák érkezése, ezzel függővé téve a két család helyzetét.
A klónok, és Jedi tábornokok rengeteg vukit vettek be a csapatokba, köztük Csubakkát is, aki a Független Rendszerek Konföderációjával szembeni ellenállás vezetője lett. A kashyyyki ütközetben fontos szerepet kapott: ő irányította a Köztársaság 41-es Elitosztagának főseregét Tarfful és Yoda Jedi tábornok oldalán. Ekkor történt, hogy Csubakka és Tarfful Quinlan Vos Jedi tábornok oldalán rohantak rá egy egész osztag droidra.
A 66-os parancs kiadásakor Csubakka segített Yodának elrejtőzni a klónkatonák elől és elhagyni a bolygót.

### Élet a Birodalom ideje alatt (Y. e. 19-tőlY. u. 4-ig)

#### TalálkozásHan Solóval
Bárhogy is, még a híres Csubakka sem volt tökéletes, így hamarosan a trandoshai rabszolga-kereskedők foglyává vált. Tvrrdko, még mindig keseregve fia halálán, elárulta Csubakkát, és eladta egy trandasán rabszolga-kereskedőnek, Ssohnak. Ssoh feltalált egy módszert, hogy úgy szállítsa a vukikat, hogy azok nem szöknek meg. A trandosánok biztosra mentek, így kevert-vukiklánokat raktak a cellákba, biztosítva ezzel, hogy azok folytatják családjaik között folyó vendettáikat, és nem szöknek meg. Mikor Csubakka Ssoh börtönébe került, összerakták a Puurrgerr, Grrobahrr és a Chevappa klánokkal, melyek egyből felelősségre akarták vonni. Csubakkát undorítani kezdték a Vuki rivalizálások, és az, ahogy fogva tartották őket. Egy átszellemültebb pillanatában, Csubakka meggyőzte a többi vukit, hogy jobb szabad Vukiként meghalni, mint becsület nélküli rabszolgaként senyvedni. Szövetségben a többi Vukival, Csubi épített egy fúziós vágót, kinyitotta a börtönajtókat, és a vukik megszállták a hajót. Ssoh maradt az egyetlen élő trandasán a hajón, ám puszta kézzel vívott párbajba keveredett Csubakkával, aki dühöngésében kitépte mindkét lábát és karját.
Az események gyors forgása után Csubakka gyakran szabadított ki megszállt vukikat mind a Galaktikus Birodalom, mind a Trandosán rabszolga-kereskedők markából. Ám egy ilyen esemény során került bele egy fogolyeladásba, ahol Trandosánok adtak el vukikat egy Birodalmi tisztnek, Nyklasnak. Csubakka kiszabadította a vuki szolgákat, kik főleg gyerekekből álltak, ám menekülés közben egy Birodalmi TIE Vadász osztag tűz alá vette a hajóját. Az osztagot Han Solo hadnagy vezette. Nyklas felbőszült vuki szolgáinak elvesztéséért, és felszólította Solo hadnagyot, hogy ölje meg a vukit (kit ájultan hoztak vissza egy tűzharc után). Solo visszautasította, feltüzelve még jobban Nyklas haragját, ám végül a parancsnok lenyugodott, és felismerte Csubi értékét rabszolgaként.
(A vuki gyermekek a Tvrrdko klán tagjai voltak, így a klán vezetője feloldotta az ellenségeskedést a két család között.)
Nyklas nem számolt Solóval, ki megmentette Csubakkát attól, hogy halálra ostorozzák. A két szökevény birodalmi területeken át menekült, úgy, hogy vérdíjat akasztottak a fejükre, és Han Solót kirúgták a Birodalmi katonák sorából. Csubi, ahogy Solo innentől kezdve hívta, a koréliai társa lett, mint csempész, és haláláig a legjobb barátok lettek, mivel Csubakka életadósságot fogadott Solónak.

#### Csempészévek
Solo mellett Csubakka rengeteg kalandban vett részt. Egyszer még a Csillagégen is volt, egy rejtett Vállalati szektor börtönében, bár onnan gyorsan kiszabadították. Évek teltek, és Csubakka társult Solóval olyan kincsvadász akciókon, mint a koréliai fűszerfutam. Egy ilyen futam kiemelendő, hisz az Ezeréves Sólyom fedélzetén ők ketten teljesítették a Kessel Futamot, kevesebb, mint tizenkét parszek alatt. Több tonna fűszert szállítottak, nyomukban a habzó szájú Birodalmiakkal. Ezen a futamon találkozott Csubi Hronkkal, kivel becsületpárbaja volt, ám a vukik kibékültek, miután Csubakka kiszabadította Hronkot egy Birodalmi börtöntáborból. Ám ez volt az út egyetlen jó eseménye, mert Han fejére hatalmas fejpénzt tűzött ki Jabba a Hutt (a bűnbáró, aki a szállítmányt birtokolta), amiért kidobta a fűszert a végtelen űrbe.
Egy sorozat sikertelen csempészút után a Corporate-szektor területén, Csubakka és Han elhagyták a szektort, mikor rájöttek, nem tudnak megfelelő profitot biztosítani maguknak. Majdnem megtörten vállalták el, hogy tízezer kreditért elvisznek egy fontos szállítmányt. Sajnos, ahogy később kiderült, a szállítmány rabszolgákból állt, amiben főleg a Corporate-szektor volt érdekelt. Segítséget kérve Bolluxtól és Blue Maxtól, lenyomozták a szállítmány származási helyét, és segítettek a rabszolgákon. Csubi és Han megint kisemmizett anyagi helyzetben találták magukat. Csubi, Bolluxal és Blue Max-szel, a két droiddal, akik csatlakoztak hozzájuk, és Hannal, elmentek Rudrig világára, hogy megtalálják Zsarnok Xim kincsét. A Rudrigon Csubi és Han üzletet kötött egy Gallandro nevű fegyvermesterrel, ám az megszegte ígéretét. Bár megtalálták a kincset, Gallandro meghalt, mikor falakba rejtett sugárvetők lőttek rá, miután megsebesítette pisztolypárbajban Solót. Jó pár évvel később találkoztak Gallandro lányával, Anja Gallandróval, bár akkor nem találtak összefüggést a nő, és az egykori fegyvermester között.
A Rudrigon szerzett halálközeli élmény után Csubakka hazatért, ahol a vukikat Vuki Menekültházakba vezette, hogy biztonságban legyenek a rabszolgakereskedőktől, de egy fejvadász, Bossk rájuk talált, s elfogta mind Csubit, mind a többi vukit. Ám még mielőtt a Trandoshan felvezethette volna foglyait a hajójára, Han Solo elpusztította azt, azáltal, hogy rálandolt a kis szállítóhajóra az annál kétszer nagyobb Ezeréves Sólyommal. Bár a hajója súlyos sérüléseket szerzett, Han megmentette a vukikat, ezzel kivívva Bossk örök haragját a két barátra.
Ugyanebben az évben történt, hogy Jabba, a hutt felbérelte őket, hogy megkeressék neki a felbecsülhetetlen értékű Yavin Vassilikát. Hatalmas kincsvadászati versenybe kerültek, ahol meg kellett mérkőzniük két fejvadásszal: Boba Fett-tel és Bosskkal, ezen kívül egy ifjú csempésszel, Lando Calrissiannal. A nagy keresésben a két barát eljutott a Mon Calamarira, pontosabban Mun Ubris városába. Bossk bandájától üldöztetve találtak rá a rejtélyes Tudástárra. Ám mint kiderült, a Mon Calamari zsákutca volt. A gyémántot később a Lázadók Szövetsége szerezte meg Han egyik régi szerelme segítségével, akit Bria Tharennek hívnak.

### A Galaktikus Polgárháború

#### Belépés a lázadókhoz
Mi hozott vissza, Han?"
"Oh, a vuki itt mellettem nagyon önfejű volt ezzel kapcsolatban...
Csubakka volt az, aki beszélt Obi-Wan Kenobival Chamlun Kantinjában, mikor hajót keresett, ami elviszi őt, és Luke Skywalkert az Alderaanra. Nem tudni, hogy felismerte-e Kenobit az alaris prime-i ütközetből, esetleg a Klónháborúk alatti barátsága Yodával vezette a vukit arra a döntésre, hogy segítsen a jedinek.
Ám nem kérdéses, hogy Csubakka végül bemutatta az idős Jedi mestert és fiatal útitársát, Luke-ot Han Solónak, és hamarosan a Millennium Falcon utasaivá váltak.
Ám mikor elérték az Alderaant, jöttek rá, hogy a bolygót elpusztította a Halálcsillag. Miközben megpróbáltak megállítani egy TIE vadászt, nehogy felfedje kilétüket a rendszerben, Csubi és a többiek bekerültek az Első Halálcsillag vonósugarainak hatókörébe. A csapat sikeresen elkerülte a Birodalmi tiszteket, mikor elrejtőztek a Falcon titkos rekeszeiben. Ám miután rájöttek, hogy Leia hercegnő is a hajón van, Luke meggyőzte Solót és Csubit, hogy segítsenek a hercegnő kiszabadításában. Luke ötlete az volt, hogy rohamosztagosnak álcázzák magukat, míg Csubakkát a foglyuknak állítják be. Míg Obi-Wan elindult, hogy leállítsa a vonósugarakat, Csubi, Han és Luke megmentették Leia hercegnőt, rengeteg csatát megvívva a Birodalom katonáival. Leia alapvetően nem szerette Csubakkát, épp annyira, amennyire ellenszenvet keltett benne Han. Ő hívta először Csubakkát "sétáló bundának", de barátságuk egyre nőtt az idők során. Obi-Wan, bár sikeresen leállította a vonósugarakat, Darth Vader legyőzte őt egy fénykard párbajban. Csubi, Han, Luke és Leia végül elszöktek az űrállomásról.

#### A lázadók hőse
Megszerezve a pénzt, mellyel kiválthatta volna Han a vérdíját, Csubakka és Han felszállt, hogy kifizessék Jabbát. Ám a pénzt ellopta egy kalóz, Vörös Jack. Luke és Leia segítségével Csubi és Han legyőzték a kalózt, és visszaszerezték a pénzt, ám azt Han visszaadta a Lázadók Szövetségének. Solo, félve Jabba fejvadászaitól s haragjától, Csubakka segítségével megszerzett egy ősi Sith ereklyét a Yavin IV. egyik templomából, Csubakka figyelmeztetései ellenére.
Egy évvel a Yavini csata után, Csubakka és Han visszatért a Tatuinra, ahol találkoztak Luke-kal Mos Eisley kantinjában. Miután elmenekültek egy osztagnyi rohamosztagos elől, Csubi, Han és Luke és persze droidjaik a Dűne Tengerben találták magukat. Hogy életüket mentsék, megegyeztek pár Jawával, és együtt utaztak velük a homokfutójukon. Nem sokkal ezután találtak rá Tagge házára, akiről kiderült, hogy a Birodalomnak dolgozik, és épp egy nagyhatótávolságú fagyasztó berendezéssel kísérletezik. A lázadók lerázták Birodalmi üldözőiket, és visszatértek Mos Eisley városába.

### A színfalak mögött
Csubakkát az összes Csillagok háborúja filmben a 2 méter magas Peter Mayhew alakította. Az eredeti trilógiában a Csubakka-jelmezt kecske-, nyúl- és jakszőrből készítették. A Yarua szenátort alakító színész szintén ezt viselte a Baljós árnyakban.
Csubakka hangját Ben Burtt keverte össze különböző állatok hangjaiból, pl. medvékéből, tigrisekéből és tevékéből. A legtöbb hangot egy Tarik nevű feketemedvétől vették föl. A medve 1994-ben, szívinfarktusban múlt ki.